# B. Brian Blair
Pour l’article homonyme, voir Blair.
Brian Leslie Blair (né le 12 janvier 1954 à Gary, Indiana) est un catcheur (lutteur professionnel) américain. Il est principalement connu pour son travail à la World Wrestling Federation où avec Jim Brunzell il forme l'équipe Killer Bees.

## Jeunesse
La famille de Blair déménage à Tampa, Floride quand il a 10 ans. À 12 ans, il se met à s'intéresser au catch et à Jack Brisco (en) qui travaille alors en Floride. Il obtient son diplôme de fin études secondaires au Tampa Bay Tech High School et rejoint l'Université de Louisville dans le Kentucky où il fait partie de l'équipe de football américain et y obtient un diplôme en management et en science politique,.

## Carrière de catcheur

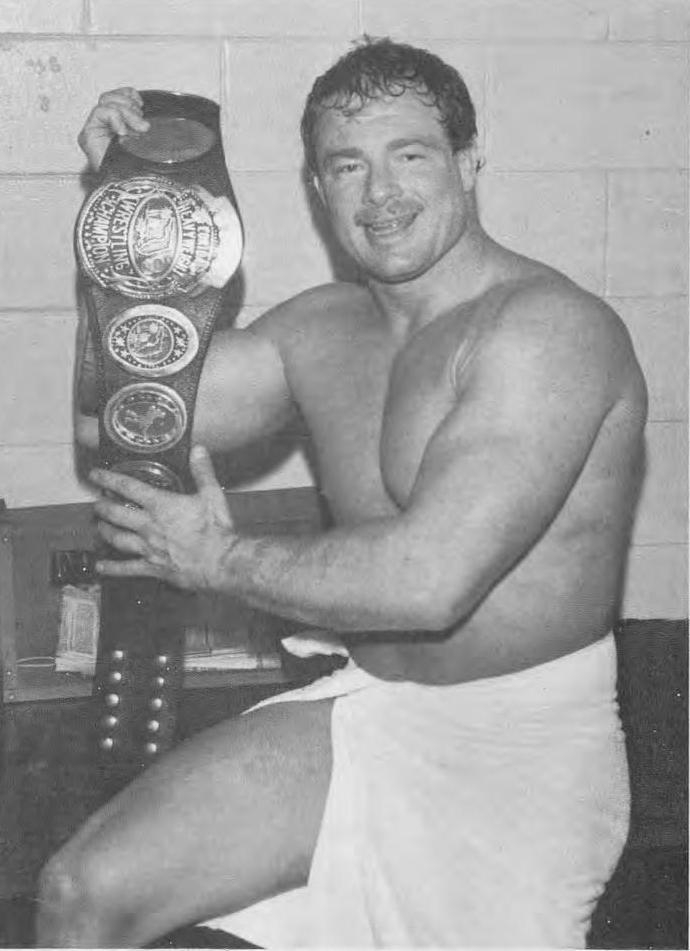
B. Brian Blair, NWA Florida Heavyweight Championship, 1985.

### Débuts (1977-1983)
Blair retourne en Floride et commence à s'entraîner à l'école de catch de la Championship Wrestling from Florida auprès d'Hiro Matsuda et a comme partenaire d'entrainement Paul Orndorff et Terry Bollea. Il dispute son premier match dans cette fédération le 13 juin 1977 où il perd face à Dutch Mantell. Il lutte aussi à la National Wrestling Alliance Tri State qui couvre les états de l'Arkansas, de Louisiane, du Mississippi et de l'Oklahoma ; où il rencontre sa première femme qu'il épouse dans les années 1980, Michelle McGuirk qui est la fille du promoteur Leroy McGuirk.
Il remporte son premier titre en juin 1981 au Texas à la World Class Championship Wrestling où il devient champion par équipe d'Amérique de la National Wrestling Alliance (NWA) avec Al Madril en remportant un tournoi, leur règne prenant fin en septembre.
Il retourne en Floride où il devient le 11 juillet 1982 champion poids-lourds de Floride de la NWA et perd ce titre le 23 août après sa défaite face à Bruiser Brody. 

## Palmarès
- Championship Wrestling from Florida
  - 2 fois champion poids-lourds de Floride[9]